# The Greatest Hits : Why Try Harder ?
Albums de Fatboy Slim
Palookaville
The Greatest Hits - Why Try Harder est un album de compilations de l'artiste Fatboy Slim, sorti le 20 juin 2006. Il contient, en plus de morceaux choisis parmi les anciens albums, deux titres inédits  : Champion Sound and That Old Pair of Jeans.
Les versions des titres de cet album sont plus courts que les originaux (pour gagner de la place), à l'exception du final. L'album s'est vendu à plus de 20 000 copies au Japon la semaine de sa sortie.

## Liste des titres
Toutes les chansons sont écrites et composées par Fatboy Slim, sauf mention du contraire.
| 1.    | The Rockafeller Skank (Edit)              |               |                          | 3:56 |
| 2.    | Praise You (Radio Edit)                   |               |                          | 3:47 |
| 3.    | Brimful Of Asha (remix de Norman Cook)    | Cornershop    |                          | 4:00 |
| 4.    | Weapon of Choice (Attack Hamster Edit)    |               | Bootsy Collins           | 3:39 |
| 5.    | Gangster Trippin (Edit)                   |               |                          | 3:31 |
| 6.    | I See You Baby (Fatboy Slim Remix (Edit)) | Groove Armada |                          | 3:30 |
| 7.    | Wonderful Night (Edit)                    |               | Lateef The Truth Speaker | 2:44 |
| 8.    | Right Here, Right Now (Edit)              |               |                          | 3:55 |
| 9.    | Going Out Of My Head (Edit)               |               |                          | 3:42 |
| 10.   | Sunset (Bird Of Prey) (Edit)              |               |                          | 3:59 |
| 11.   | Everybody Loves A Carnival (Radio Edit)   |               |                          | 4:04 |
| 12.   | Don't Let The Man Get You Down (Edit)     |               |                          | 3:18 |
| 13.   | Demons (version courte)                   |               | Macy Gray                | 3:14 |
| 14.   | Sho Nuff (Edit)                           |               |                          | 3:20 |
| 15.   | Slash Dot Dash                            |               |                          | 2:55 |
| 16.   | Santa Cruz (Edit)                         |               |                          | 4:17 |
| 17.   | Champion Sound                            |               |                          | 2:59 |
| 18.   | That Old Pair Of Jeans                    |               | Lateef                   | 4:43 |
| 65:46 |                                           |               |                          |      |

## DVD:Why Make Videos
(mai 2010).
Si vous disposez d'ouvrages ou d'articles de référence ou si vous connaissez des sites web de qualité traitant du thème abordé ici, merci de compléter l'article en donnant les références utiles à sa vérifiabilité et en les liant à la section « Notes et références ».
| 1.  | Praise You                     |  |
| 2.  | The Rockafeller Skank          |  |
| 3.  | Weapon of Choice               |  |
| 4.  | Gangster Trippin’              |  |
| 5.  | Wonderful Night                |  |
| 6.  | Right Here, Right Now          |  |
| 7.  | Going Out of My Head           |  |
| 8.  | Everybody Loves A Carnival     |  |
| 9.  | Don’t Let the Man Get You Down |  |
| 10. | Demons                         |  |
| 11. | Slash Dot Dash                 |  |
| 12. | Santa Cruz                     |  |
| 13. | Ya Mama                        |  |
| 14. | Star 69                        |  |
| 15. | The Joker                      |  |
| 16. | That Old Pair of Jeans         |  |

### Bonus du DVD
1. Vidéos rares et inédites'
2. Star 69 (version animée)
3. Everybody Needs A 303 (Pigboy)
4. The Rockafeller Skank (audition de Spike Jonze)
5. Build It Up, Tear It Down

Documentaire: Why Make Videos

Special Bonus Section
1. Are We Having Fun Yet?
2. Live from Brighton, Brazil & Brixton